# Protea lorifolia
Protea lorifolia (лат.) — кустарник, вид рода Протея (Protea) семейства Протейные (Proteaceae), эндемик Южной Африки.

## Таксономия
Протея P. lorifolia впервые была описана как Erodendrum lorifolium Ричардом Энтони Солсбери в работе 1809 года, якобы написанной садовником Джозефом Найтом, под названием «О выращивании растений, принадлежащих к естественному отряду Proteeae». Вид был переведён в род Protea Генри Жоржем Фуркадом в 1932 году.

## Описание
Protea lorifolia — компактный кустарник округлой формы вырастает до 3 м в высоту, цветёт с апреля по октябрь. Растение однодомное, в каждом цветке представлены представители обоих полов.

Protea lorifolia
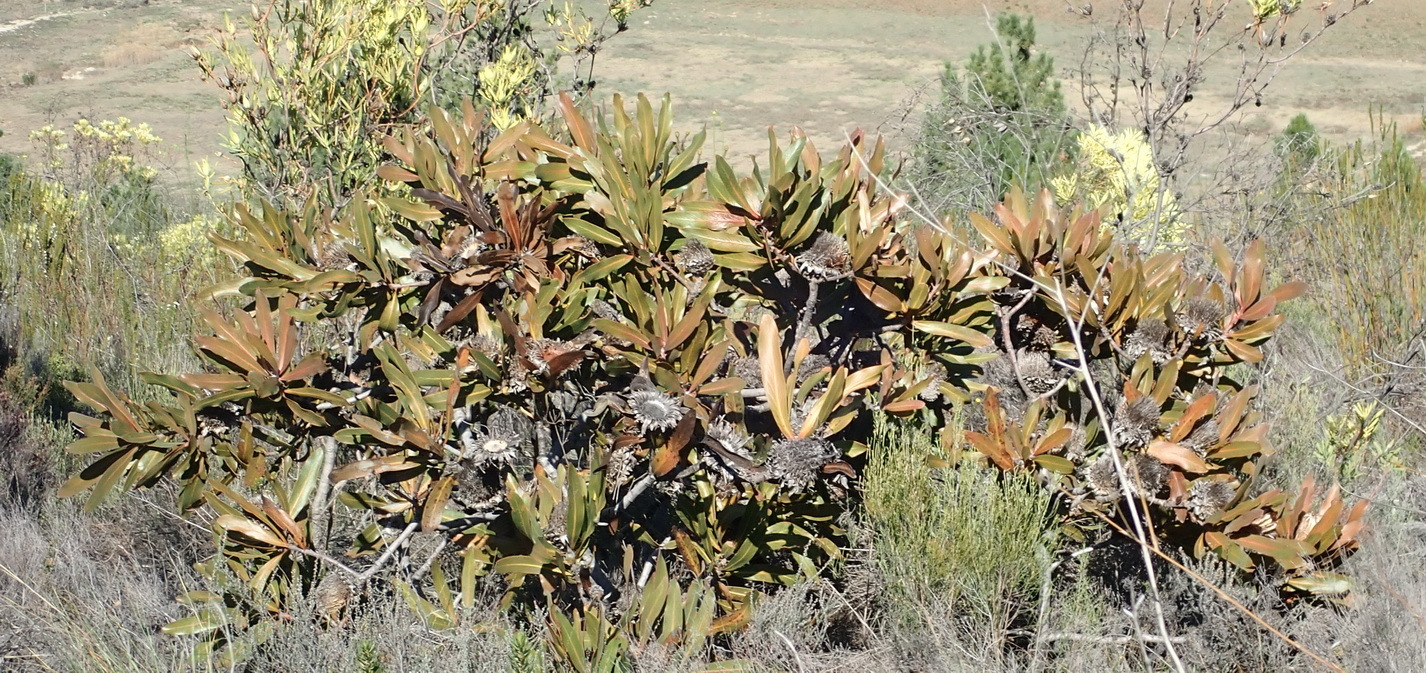
Общий вид
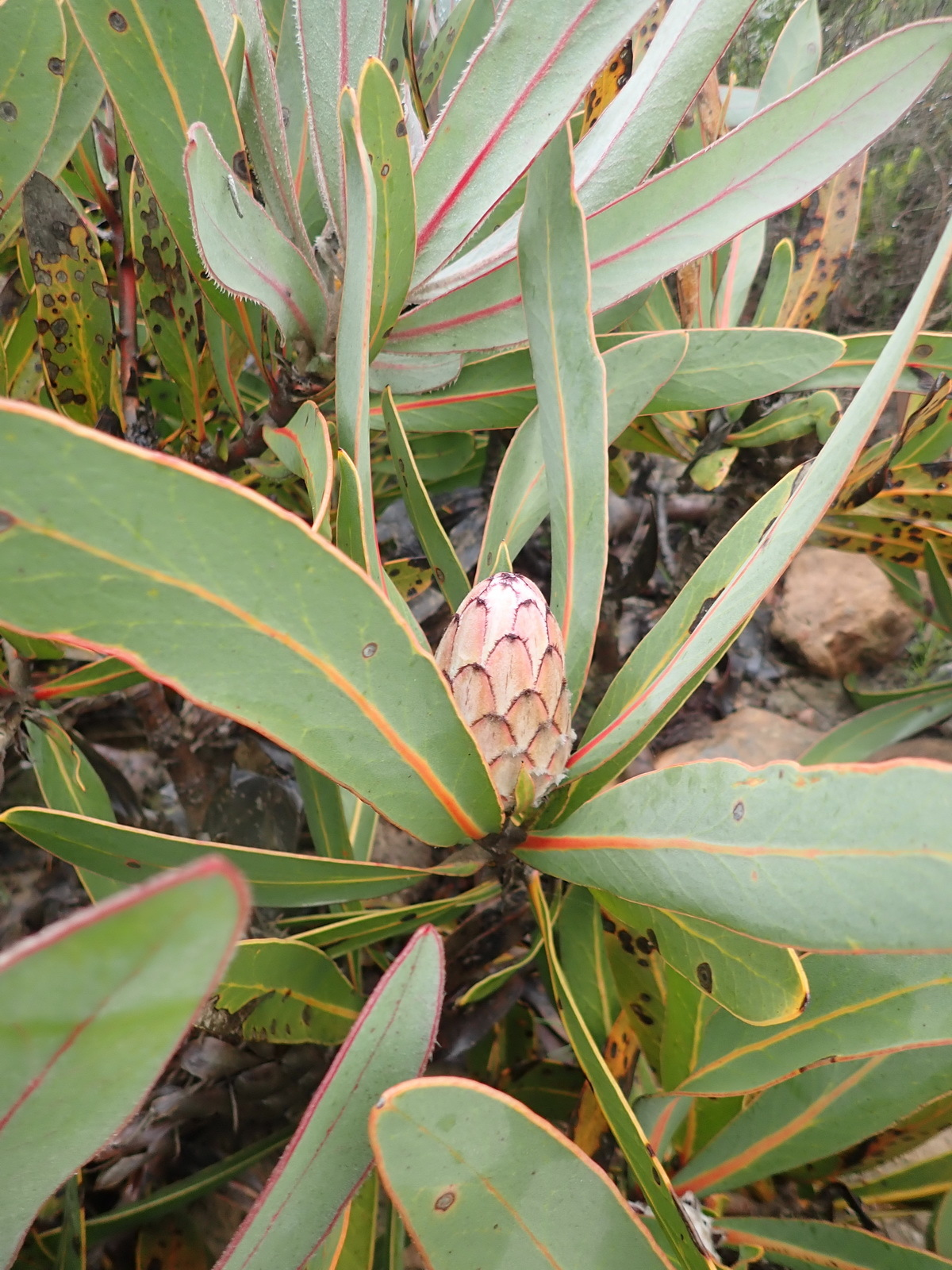
Листья и бутон
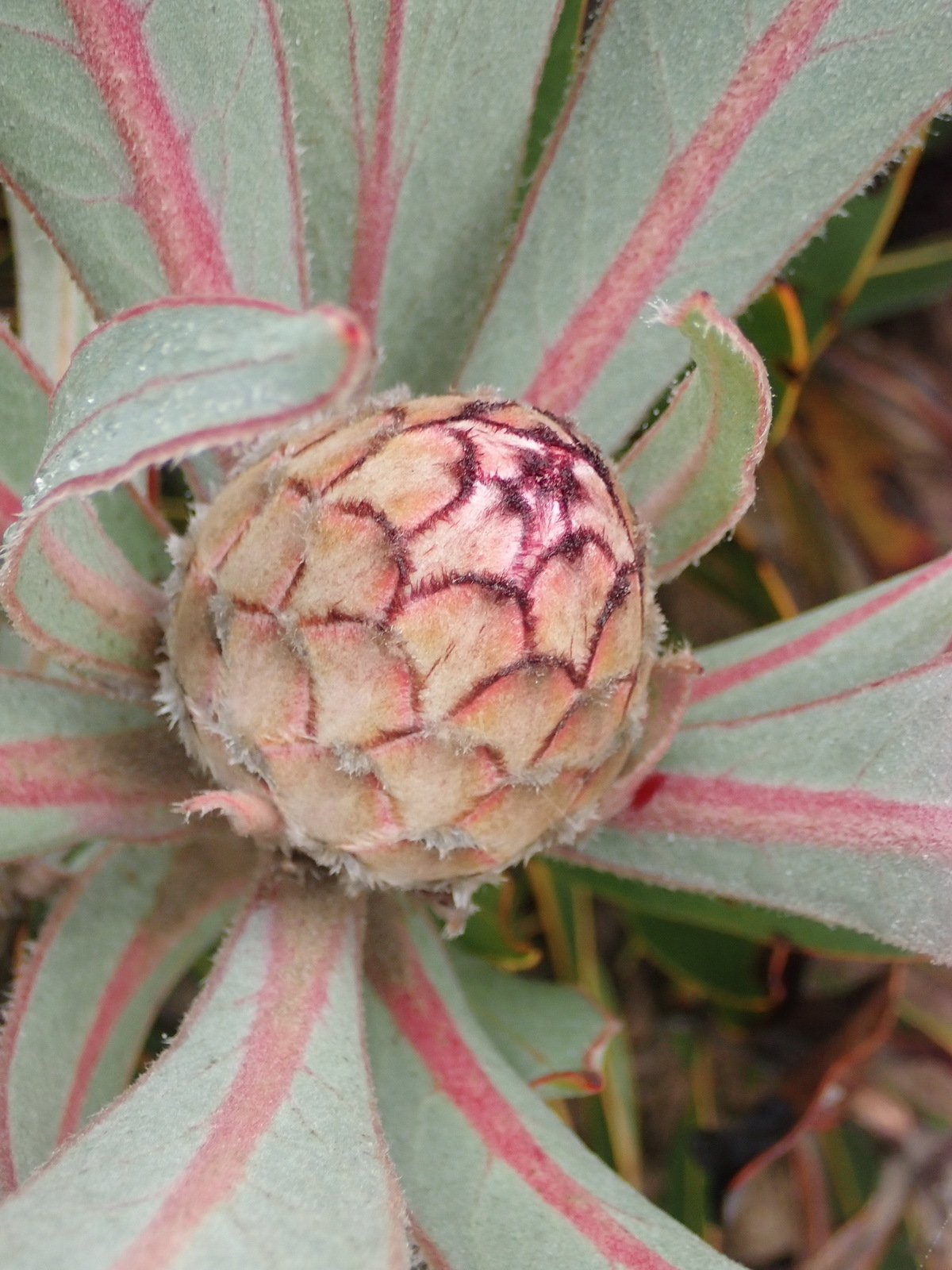
Бутон
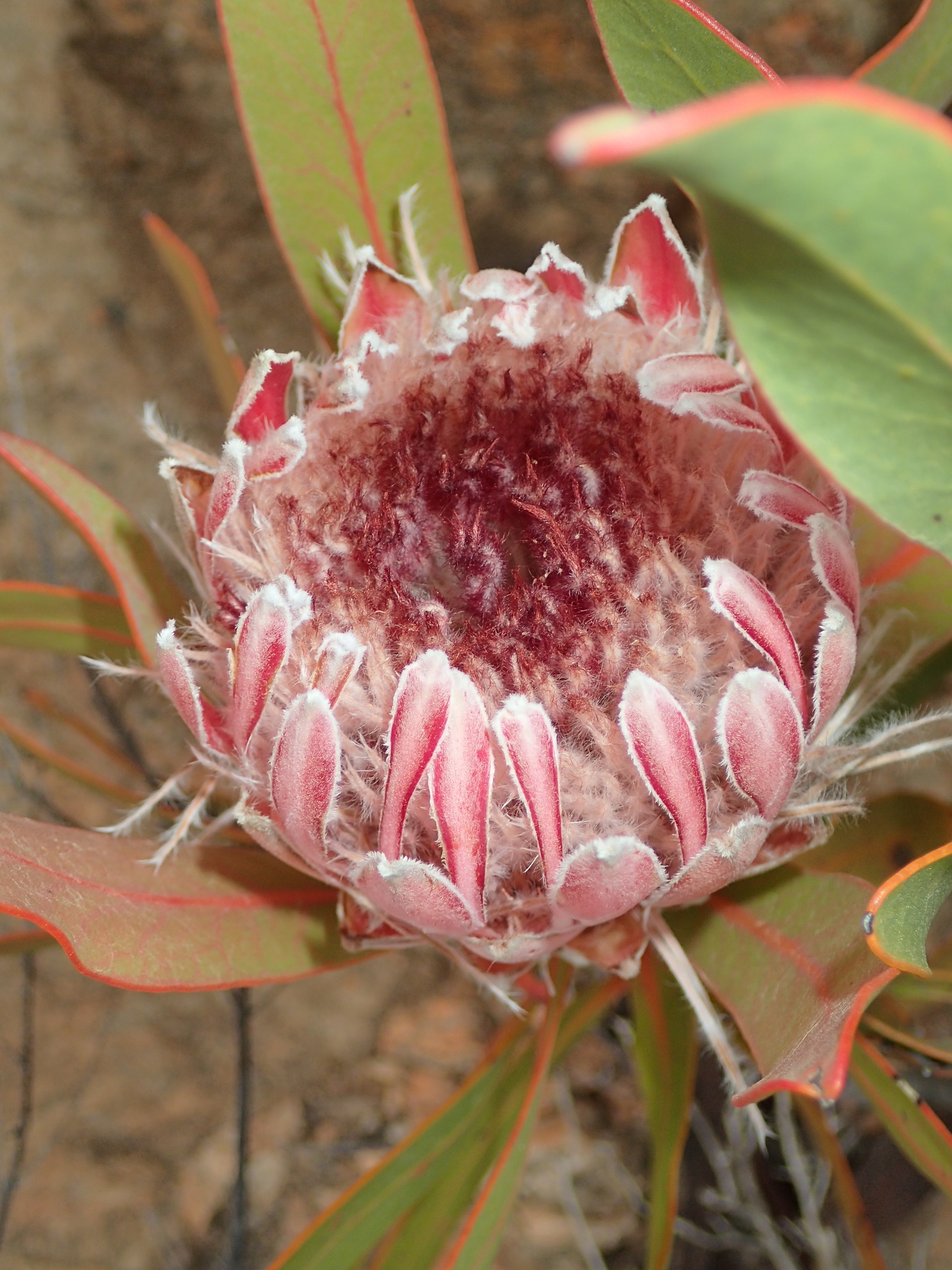
Соцветие

## Распространение и местообитание
Protea lorifolia — эндемик Капских провинций Южной Африки. Встречается на обширной территории, от гор Куэ-Боккевельд через горы Свартберг, Рифирсондеренд и горы Лангеберх до гор Бавиаансклофберге и Куга. Произрастает недалеко от городов Грейамстаун и Рибик-Ист, а также на горе Бошберг в Сомерсет-Ист. Растение растёт на сухих склонах на песчаниковых на высоте от 450 до 1400 метров.

## Биология

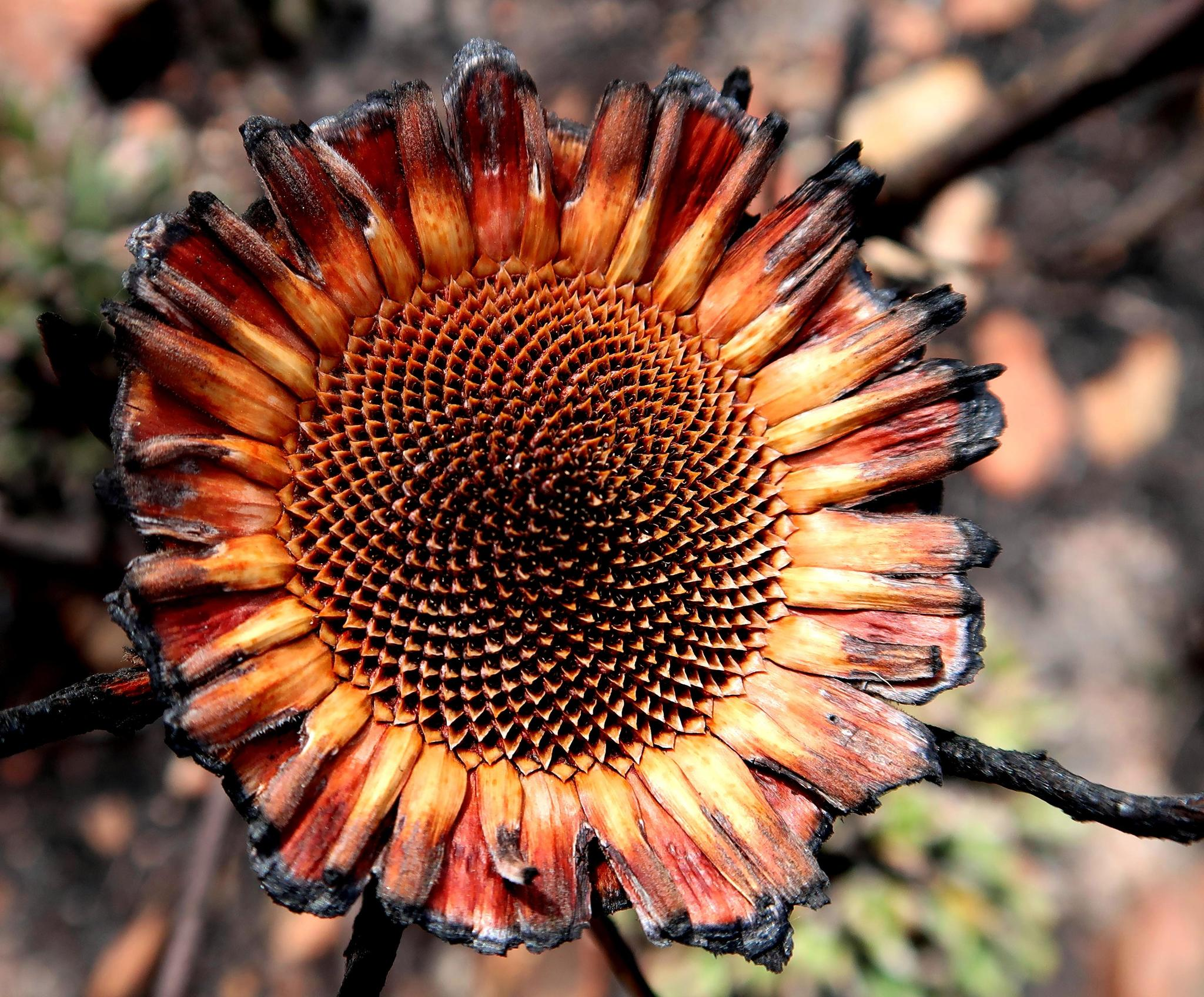
Соцветие после лесного пожара

Периодические лесные пожары уничтожают взрослые растения, но семена могут выжить, будучи надёжно защищены в огнеупорной семенной коробке. В конечном итоге семена разносятся ветром. Опыление происходит благодаря птицам.

## Охранный статус
Международный союз охраны природы классифицирует природоохранный статус вида как «вызывающий наименьшие опасения».